# パラダイスウォー
『パラダイスウォー』は、梶島正樹原作、水樹尋著、エナミカツミイラスト担当の日本のファンタジー小説。講談社ラノベ文庫より刊行されている。
『真・天地無用! 魎皇鬼外伝 天地無用! GXP』の世界観を引き継ぎ、山田西南により銀河内の上位百強の海賊ギルドが壊滅および機能停止してから約10年後の物語。
OVA『天地無用! 魎皇鬼』第伍期の一部として関連エピソードがアニメ化された。「パラダイスウォー」につながるエピソードを、天地無用!シリーズ30周年記念作品「天地無用！GXP～パラダイス始動編～」として2022年12月23日にアニメ化の制作発表が行われている。

## あらすじ
母親が友人からもらってきた1枚のパンフレットが少年の運命を変えた。南の島・盤上島での楽園のような生活が待っているはずが、手続きのミスから、サバイバル生活を余儀なくされる。不慣れな生活に不安を覚えるも、知り合った少女たちの手助けで、どうにか島での生活を始める。1週間して島での生活が軌道に乗り始めたとき、銀河を揺るがす盤上島のもう一つの顔を知ることになる。それは山田西南により銀河内で海賊ギルドが崩壊した後の宇宙での領宙権の獲得順位を決めるために、各ギルドが代表の少年・少女を地球・日本の盤上島に送り、彼ら少年・少女による代理戦争「楽園の戦争（パラダイスウォー）」であった。

## 登場人物
本作には、固有名称こそ登場しないが、『GXP』の設定が舞台背景として引き継がれている。

### 主要人物
駆駒 将（くこま しょう）
(声 - 成家義哉:OVA『天地無用! 魎皇鬼』第伍期/OVA『天地無用！GXP〜パラダイス始動編〜』)
本作の主人公。高校1年生。天上姫子の父が経営する大会社に勤める平社員の息子。特性相性値：100パーセントを誇り、ジャンケンで負けたことがない。代理戦争を止めるために、「楽園の戦争」に参加する。自分の得意である「ジャンケン」を代理戦争のルールの代案として申請するが、主催者が面白がって「野球拳（脱衣ジャンケン）」をルールとした。優勝するも、将が勝利者となることを良しとしないギルドのテロリストに地球を侵略されそうになるが、優勝賞品の樹雷の第四世代艦「盤上島」とダードたちの活躍により、彼らを捕縛する。新国家（地球を含む小さな連合国家）の代表となる。
ピーとピヨ
将が飼っているひよこ、2羽ともメス。将来、卵を産ませる目的でアプエスタを通じてトミに貰った。みんなのアイドルになっている。
ダード・シャンク(Dird Shank)
(声 - 真堂圭:OVA『天地無用! 魎皇鬼』第伍期/OVA『天地無用！GXP〜パラダイス始動編〜』)
シャンク・ギルドからの代表。ギルド内の後継順位は1882番。体力系。五世代前の祖父と同居している。小説版『GXP』10巻には幼少期の彼女がタラントと静竜の試合の観客の一人として登場している。
アーレア・バルタ(Alea Varta)
(声 - 福圓美里:OVA『天地無用! 魎皇鬼』第伍期/OVA『天地無用！GXP〜パラダイス始動編〜』)
バルタからの代表。ギルド内の後継順位は23200番。ヒロインの4人中最年少。非体力系で知性派。一人称は「ぼく」で男口調で話す。
アプエスタ・ダ・ルマー(Apuesta da Rumah)
(声 - 秦佐和子:OVA『天地無用! 魎皇鬼』第伍期/OVA『天地無用！GXP〜パラダイス始動編〜』)
ダ・ルマー・ギルドからの代表。ギルド内の後継順位は215番。エルフのような長い耳が特徴。平時はソロバン型の発生装置で会話する。ギルドの育児施設再建のために参戦。島での商売の利益も子供たちのプレゼントに使っている。
パルティー・ジュライ(Palty July)
(声 - ブリドカットセーラ恵美:OVA『天地無用! 魎皇鬼』第伍期/OVA『天地無用！GXP〜パラダイス始動編〜』)
樹雷（ジュライ・ギルド）からの代表。皇位継承順位は3399番。ヒロイン中では最年長の18歳。閉所恐怖症。違法な方法で樹雷皇族の精子を取り寄せて生まれた人工授精児。幼少時の母親による殺人を保育器の中から見たことでトラウマになり、過剰防衛反応を起こすことがある。高レベルの生体強化を受けている。権力闘争に負けて追放された樹雷・皇族の子孫。母親の性格に問題があり、姫と呼ばれるのが嫌で、追放された皇族の作ったジュライ・ギルドの一般構成員と名乗っている。結局、母は遺伝子使用法違反、人権保護法違反、殺人容疑により逮捕される。遺伝子上の父親一族が樹雷皇族として迎える意思があることを南田から伝えられる。
ミロン・ファム(Miron Pham)
(声 - 武田華:OVA『天地無用! 魎皇鬼』第伍期/OVA『天地無用！GXP〜パラダイス始動編〜』)
地球側の監視者。島唯一の医師。将たちのクラス担任。アメリカの最高学府を12歳で卒業した天才。妹がいる。処女。
OVA『天地無用! 魎皇鬼』第伍期では、柾木勝仁を中心とする地球にいる樹雷勢力の傀儡（とはいっても特段脅迫されて本人の意思に反してしている、という感じではない）ではあるが、駆駒将の新国家に所属する地球政府の名目上の首相となっている。
南田（みなみだ）
(声 - 野島裕史:OVA『天地無用! 魎皇鬼』第伍期/OVA『天地無用！GXP〜パラダイス始動編〜』)
銀河連盟側の監視者。その正体は『GXP』の主人公である山田西南（やまだ せいな）本人。20代半ばであるが、簾座での時間経過速度の差や偽装により多少老けて見える。「楽園の戦争」の監視者である都合上、ギルド代表者である生徒たちに海賊ギルドを壊滅させたという正体を明かしていない。将はギルド関係者外のため、本名以外のことは教えられている（ミロンがばらした）。しかし、実はパルティー以下全員に正体を知られており、その功績に敬意を表した彼女たちの気遣いによって知らんふりをされている。ダードにとってはシャンクギルドを潰した仇敵にあたるが、彼女自身はタラントの支配から解放してくれたとして恨んではいない。ZINVを盤上島のブルーホールという洞窟に隠していた。
猫ウサギ
南田が連れ歩いている『天地無用!魎皇鬼』の魎皇鬼や『GXP』の福と同形態のM,F,K,Dの4匹。将が「楽園の戦争」に参加を表明した後、彼のバックアップに付く。Mはリーダー格、Fは幼く、将を「おにいちゃん」と呼ぶ、Kはお姉さんタイプ、Dは寡黙で1歩下がった位置にいる。Mは身勝手でいい加減な勝と克に、アーレアは大好きだが将、ダード、アプエスタ、パルティ、ミロン、ヒヨコたちに被害を与えたために缶に封印して地面に埋めておいたあの外国産のお菓子を、大事なモノを隠すようなふりをして奪わせ、帰路の船の上で二人をパニックに陥れた。南田（西南）の確率の偏りを修正する役割を持っている。
『GXP』第13巻では猫ウサギ形態で言語を発せられなかったが、『パラダイスウォー』では会話ができるようになっている。
M『真・天地無用! 魎皇鬼外伝 天地無用! GXP』の美希・シュタインベック
(声 - 田中理恵:OVA『天地無用! 魎皇鬼』第伍期/OVA『天地無用！GXP〜パラダイス始動編〜』)
F『真・天地無用! 魎皇鬼外伝 天地無用! GXP』の福
(声 - 中村千絵:OVA『天地無用! 魎皇鬼』第伍期/OVA『天地無用！GXP〜パラダイス始動編〜』)
K『真・天地無用! 魎皇鬼外伝 天地無用! GXP』のキルシェ
(声 - 豊口めぐみ:OVA『天地無用! 魎皇鬼』第伍期/OVA『天地無用！GXP〜パラダイス始動編〜』)
D『真・天地無用! 魎皇鬼外伝 天地無用! GXP』のD。
『デュアル!ぱられルンルン物語』のDのアストラルクローン
(声 - 内川藍維:OVA『天地無用！GXP〜パラダイス始動編〜』)

### 盤上島関係者
マイク・クラウン
将のクラスメイト。金髪の少年。20のギルドの中の代表。アダルトDVD『コスプレミーちゃんルンルン日記シリーズ はじめての撮影会編♪』が欲しいと何度もアプエスタの即売会に変装で購入を試みるが、毎回正体がばれて出入り禁止になっている。『GXP』のケネス・バールに似た存在。
道家 一郎（みちいえ いちろう）
将のクラスメイト。血筋はヨーロッパ系のブラウンの髪色の少年。20のギルドの中の代表。盤上島の情報の入ったペンダントを猛に交換する形で渡したが、その前に南田に露見しており、渡したものは相手方の黒幕たちの恥ずかしい秘密にすり替えられていた。ミロンは一郎が処分されるかと思ったが警告程度に済まされた。
トミさん
(声 - 山像かおり:OVA『天地無用！GXP〜パラダイス始動編〜』)
盤上島の雑貨屋を経営する上品そうな老婆。アプエスタとパルティーの過去を知っている。
本名は、正木封実で、正木家の長老の一人で正木風香の伯母に当たる人物である。
ルレッタ・バルタ
アーレアの姉。娘・メリッサがいる。『GXP』に登場していた「3馬鹿トリオ」のリーダー格・アランの元妻。アランはメリッサの生まれた後に大きな借金を残して失踪。その借金のためにアーレアは「楽園の戦争」に参戦した。
盤上島のオーナー
正体不明。南田は結構、難しい人と言っている。ギルドのテロリストとの闘いの時に音声のみで登場。敬称として「殿」を付けて話す女性。神木瀬戸樹雷と推定される。
カルティア・ゾケル
元ローカルネットアイドル。5人目のヒロイン。あるギルドの広報役で、将を観察していた。

### その他
天上 姫子（てんじょう ひめこ）
将の幼馴染。将の父親が勤める大会社の社長令嬢。父親の命令で盤上島に猛たちとやって来た。将が姫子、猛、将の3人組時代の将に戻っていて喜んでいた。
猛（たけし）
将の幼馴染。専務の息子。姫子の父親の命令で、自分のペンダントを道家一郎から情報の入ったペンダントと交換するが、交換したときには南田により別のモノにすり替えられていた。将との友情は健在。
勝（まさる）、克（すぐる）
将の友人。勝は部長の息子、克は課長の息子。姫子、猛、将はお互いを尊敬しあうところもある関係だが、勝、克は将を見下す存在である。将の送別会の時、彼がジャンケンが強いことに目をつけて、勝った者が支払うと送別会の費用も支払わせた。姫子、猛と盤上島に来たが、彼らはその理由を知らない。
ニセミロン
ミロンに姿、形、仕種、声等を整形して、原子力潜水艦で盤上島に密かに上陸し、ミロンに接触、暗躍しようとしたが、島のオーナーが見抜き、南田に拘束され、取調べ、整形を戻され、記憶を消されて母国に帰された。
アラン
『GXP』に登場していた「3馬鹿トリオ」のリーダー格。アーレアの姉・ルレッタの元夫。金が目的でアプエスタの管理する物資に紛れてルレッタたちに会いに来たが、将、南田、ルレッタにより捕縛され、GPへと送られた。実のところ、ある人の計画で誘き出されていた。

## 既刊一覧
| 初版発行日 | 初版発行日    | ISBN                   |
| ---------- | ------------- | ---------------------- |
| 1          | 2013年5月2日  | ISBN 978-4-06-375294-6 |
| 2          | 2013年11月1日 | ISBN 978-4-06-375342-4 |
| 3          | 2014年5月30日 | ISBN 978-4-06-375381-3 |